# Krotkaja (film 2017)
Krotkaja è un film del 2017 diretto da Serhij Loznycja, adattamento cinematografico del racconto La mite di Fëdor Dostoevskij.
È stato presentato in concorso al 70º Festival di Cannes.